# Berlin-Charlottenbourg
 (mai 2018).
Si vous disposez d'ouvrages ou d'articles de référence ou si vous connaissez des sites web de qualité traitant du thème abordé ici, merci de compléter l'article en donnant les références utiles à sa vérifiabilité et en les liant à la section « Notes et références ».
Berlin-Charlottenbourg, (en allemand : Berlin-Charlottenburg [ ʃaʁˈlɔtənbʊʁk] ) est un quartier du centre-ouest de Berlin, capitale de l'Allemagne, situé dans l'arrondissement de Charlottenbourg-Wilmersdorf. Il est célèbre pour son château, l'église du Souvenir et le Kurfürstendamm, une des avenues les plus courues de la cité.

## Toponymie
Le nom du quartier est dérivé du château qui a été édifié près du village de Lietzow à partir de 1695 pour Sophie-Charlotte, l'épouse de l'électeur Frédéric III de Brandebourg qui se fit couronner « roi en Prusse » (sous le nom de Frédéric Ier) en 1701. Après la mort de sa femme en 1705, Frédéric a renommé le château de Lietzenbourg et son domaine en Charlottenbourg en sa mémoire.

## Historique

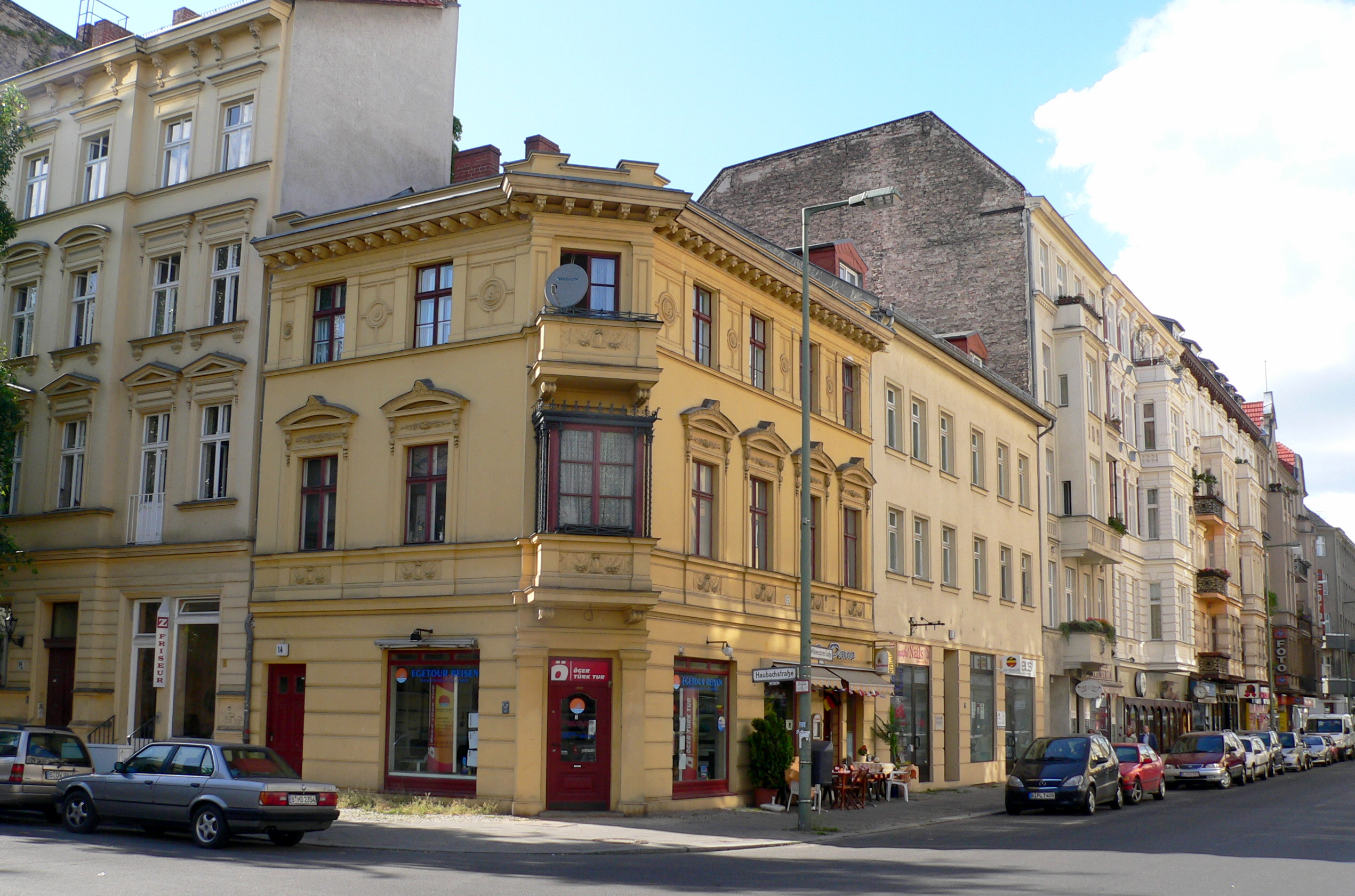
Dans la vieille ville.

Le village de Lietzow dans la marche de Brandebourg, situé sur la rive sud de la Sprée, a été mentionné pour la première fois en 1239. L'électeur Frédéric III le donna à son épouse Sophie-Charlotte en 1695, en échange de sa maison de campagne à Caputh. Le nouveau palais a été construit dans le style baroque par l'architecte Johann Arnold Nering.
La colonie de Charlottenbourg a reçu les droits de ville par l'arrêté royal de 1705; le village de Lietzow a été rattaché en 1720. Le château fut une des résidence préférée des rois prussiens de la maison de Hohenzollern, comme Frédéric II et son neveu Frédéric-Guillaume II. Son successeur, le roi Frédéric-Guillaume III avec son épouse, la reine Louise, se mêle aux citoyens. Après la défaite à la bataille d'Iéna en 1806, les troupes françaises occupèrent Charlottenbourg et Napoléon y installa son quartier.
Le ministre Witzleben racheta dans les années 1820 le lac de Lietzensee, où il fit aménager sa résidence d'été, entourée d'un magnifique parc. En 1827, son zèle en faveur de la ville lui valut la dignité de citoyen d'honneur de Charlottenbourg. Dans les années suivantes, la ville est devenue une destination appréciée de ceux, surtout citadins de Berlin, qui recherchaient la détente. Villégiature berlinoise, Charlottenbourg était accessible aisément soit par la rivière Spree, soit par le coche de la porte de Brandebourg. De riches citoyens en ont fait leur lieu de résidence, comme Werner von Siemens en 1862. Peu de temps après, l'installation des usines Siemens & Halske et des laboratoires Schering ont entraîné une croissance explosive. L'explosion démographique et la spéculation foncière ont mené à une implantation des constructions excessivement dense (les Mietskasernen) dans certains tracés du plan Hobrecht.

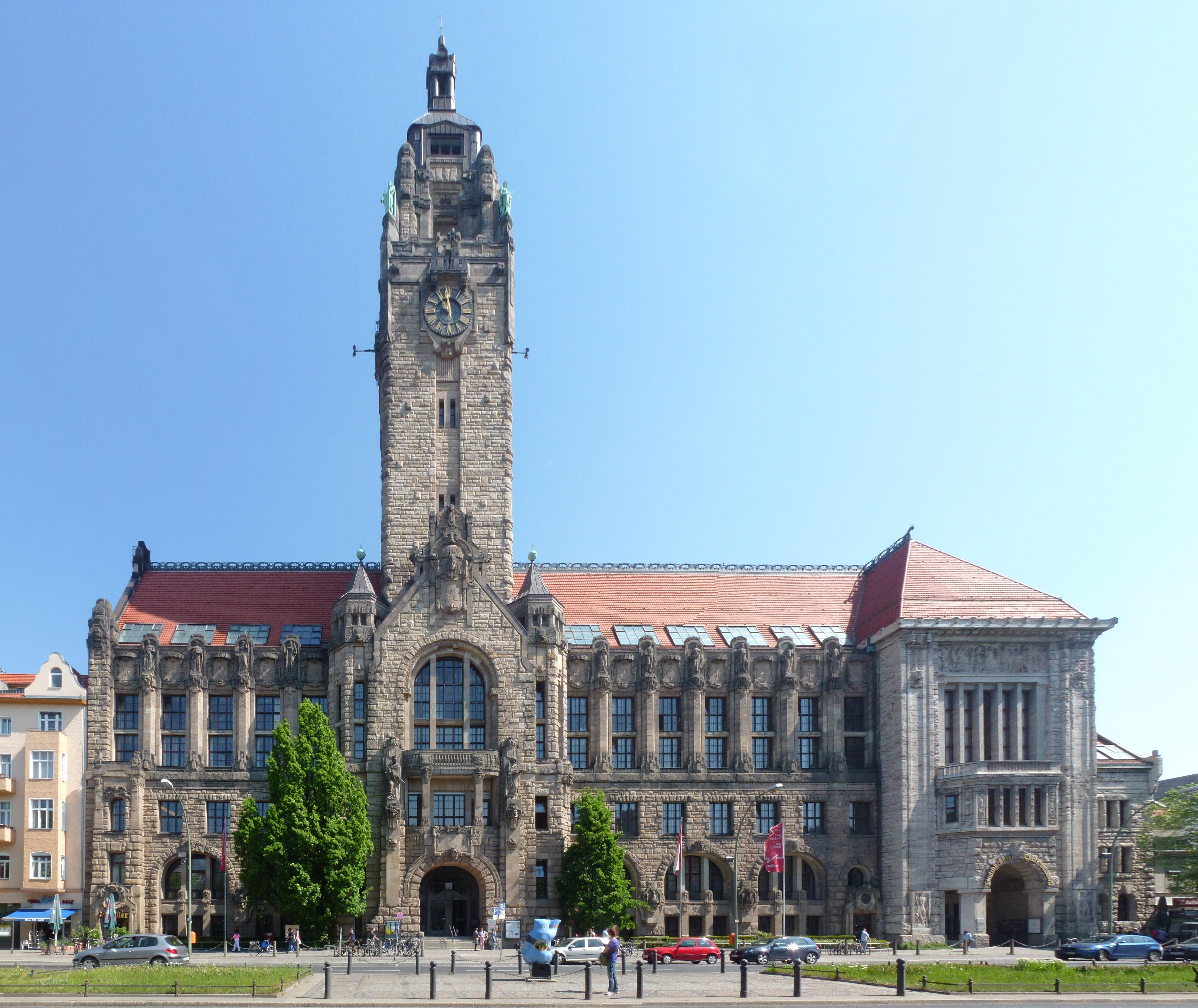
La mairie de Charlottenbourg.

Déjà prospère, Charlottenbourg en 1877 devint une ville-arrondissement autonome. C'est ici qu'en 1879 l’École technique supérieure et, deux ans plus tard, la Physikalisch-Technische Reichsanstalt, organisme allemand responsable des poids et mesures, virent le jour. En 1893, Charlottenbourg était une ville de plus de cent mille habitants, la deuxième ville de la province de Brandebourg après la capitale, Berlin. La nouvelle mairie de Charlottenbourg fut inaugurée en 1905. Au sud-est, la zone urbaine s'étendait jusqu'au Kaufhaus des Westens (KaDeWe) ouvert en 1907. En 1912, l'Opéra allemand (Deutsches Opernhaus) fut inauguré; à cette époque, Charlottenbourg comptait plus de trois cent mille habitants.
Charlottenbourg était l'une des sept villes indépendantes qui furent incorporées au Grand Berlin (Groß-Berlin), et transformées en un district de la capitale allemande. Sous le Troisième Reich, la grande artère de Charlottenburger Chaussee (l'actuelle Straße des 17. Juni) à la porte de Brandebourg fut incorporée à l'avenue triomphale d'Ost-West-Achse (« axe est-ouest »). Après la Seconde Guerre mondiale, pendant la séparation de la ville, Charlottenbourg faisait partie du Berlin-Ouest.
Au cours des réformes administratives de 2001, Charlottenbourg fusionna avec l'ancien district de Wilmersdorf, formant ainsi le quatrième des douze nouveaux arrondissements (Bezirke) de la ville. Son territoire devait être ensuite scindé en trois quartiers : Charlottenbourg, Charlottenbourg-Nord et Westend. En outre, en 2005, la ville de Charlottenbourg a célébré son 300e anniversaire.

## Démographie
Le quartier comptait 127 614 habitants le 1er janvier 2017 selon le registre des déclarations domiciliaires ce qui en fait le quartier le plus peuplé de l'arrondissement de Charlottenbourg-Wilmersdorf.

## Tourisme

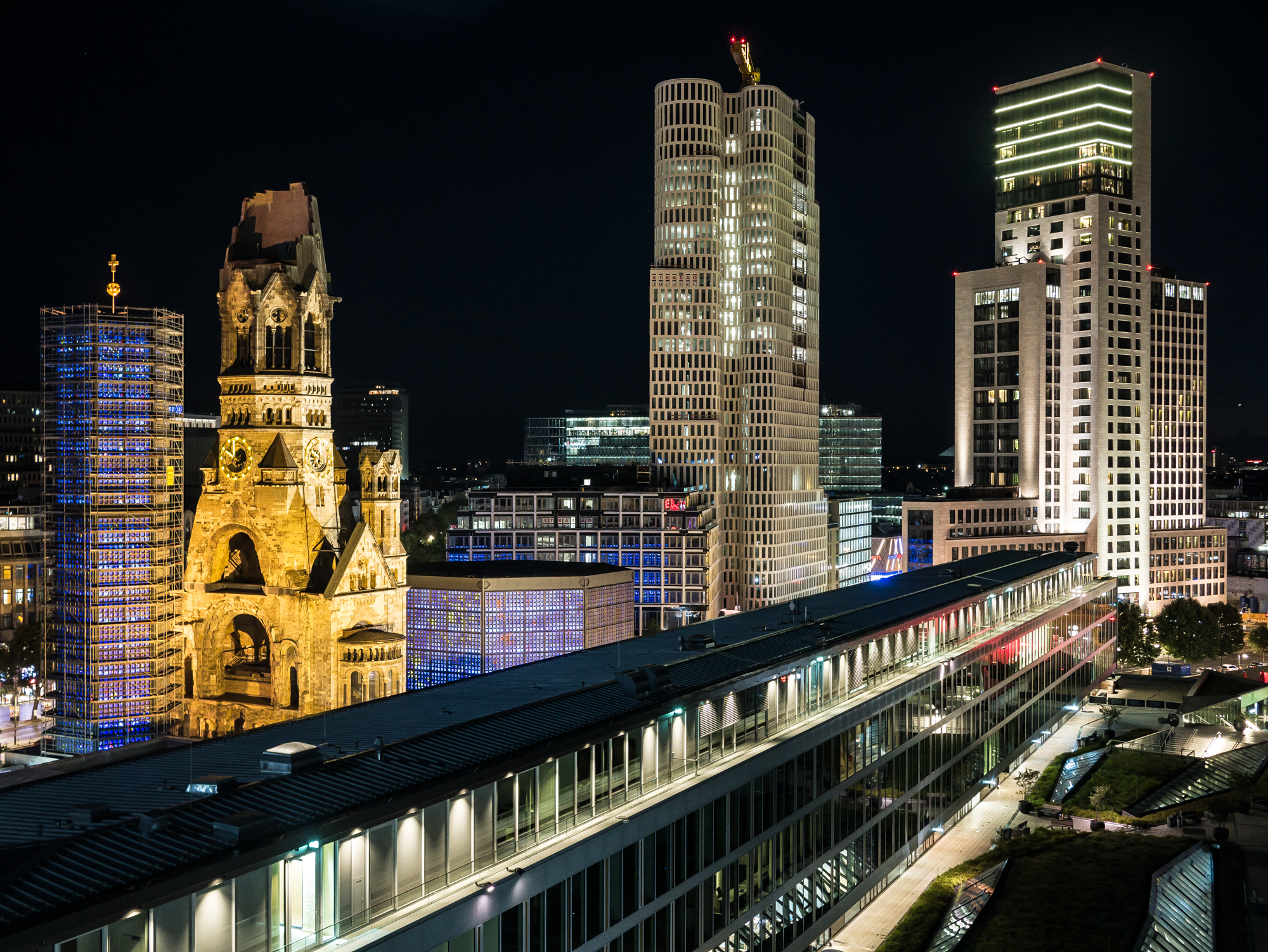
La Breitscheidplatz et l'église du Souvenir.

- le château de Charlottenbourg avec ses jardins, le Belvédère, le Mausolée ;
- le musée Berggruen ;
- le Bröhan-Museum (Berlin) : arts décoratifs liés aux mouvements de l'art nouveau (Jugendstil) et de l'Art déco ;

- le parc Lietzensee ;
- l'église Saint-Canisius ;
- l'église Saint-Thomas-d'Aquin : paroisse catholique francophone de Berlin
- le musée de la photographie - Helmut Newton (Museum für Fotografie) ;
- la Breitscheidplatz avec l'église du Souvenir de Berlin (Kaiser-Wilhelm-Gedächtniskirche) ;
- la Fasanenstrasse : la maison de la Littérature (Literaturhaus), le musée de Käthe Kollwitz ;
- la mairie de Charlottenbourg.
- le Kurfürstendamm (familièrement : Ku'damm)

## Transport

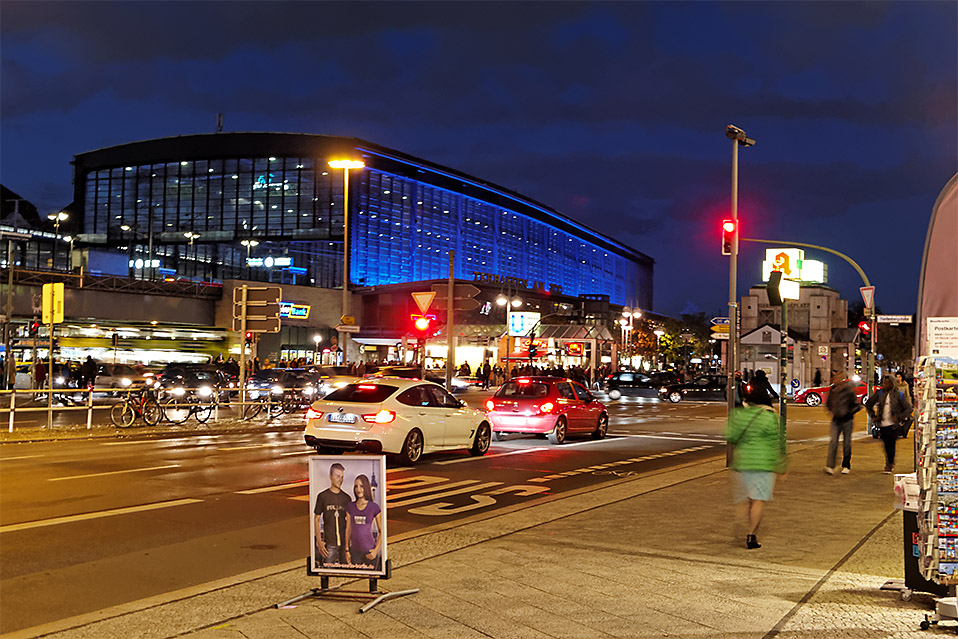
La gare de Zoologischer Garten.

### Gares de S-Bahn
| Ringbahn : Berlin-Westend Messe Nord/ICC Westkreuz | Stadtbahn : Westkreuz Charlottenbourg Savignyplatz (de) Zoologischer Garten |

### Stations de métro
| : Sophie-Charlotte-Platz Bismarckstraße Deutsche Oper Ernst-Reuter-Platz Zoologischer Garten | : Mierendorffplatz Richard-Wagner-Platz Bismarckstraße Wilmersdorfer Straße Adenauerplatz | : Uhlandstraße Kurfürstendamm | : Kurfürstendamm Zoologischer Garten |

## Personnalités liées à Charlottenbourg

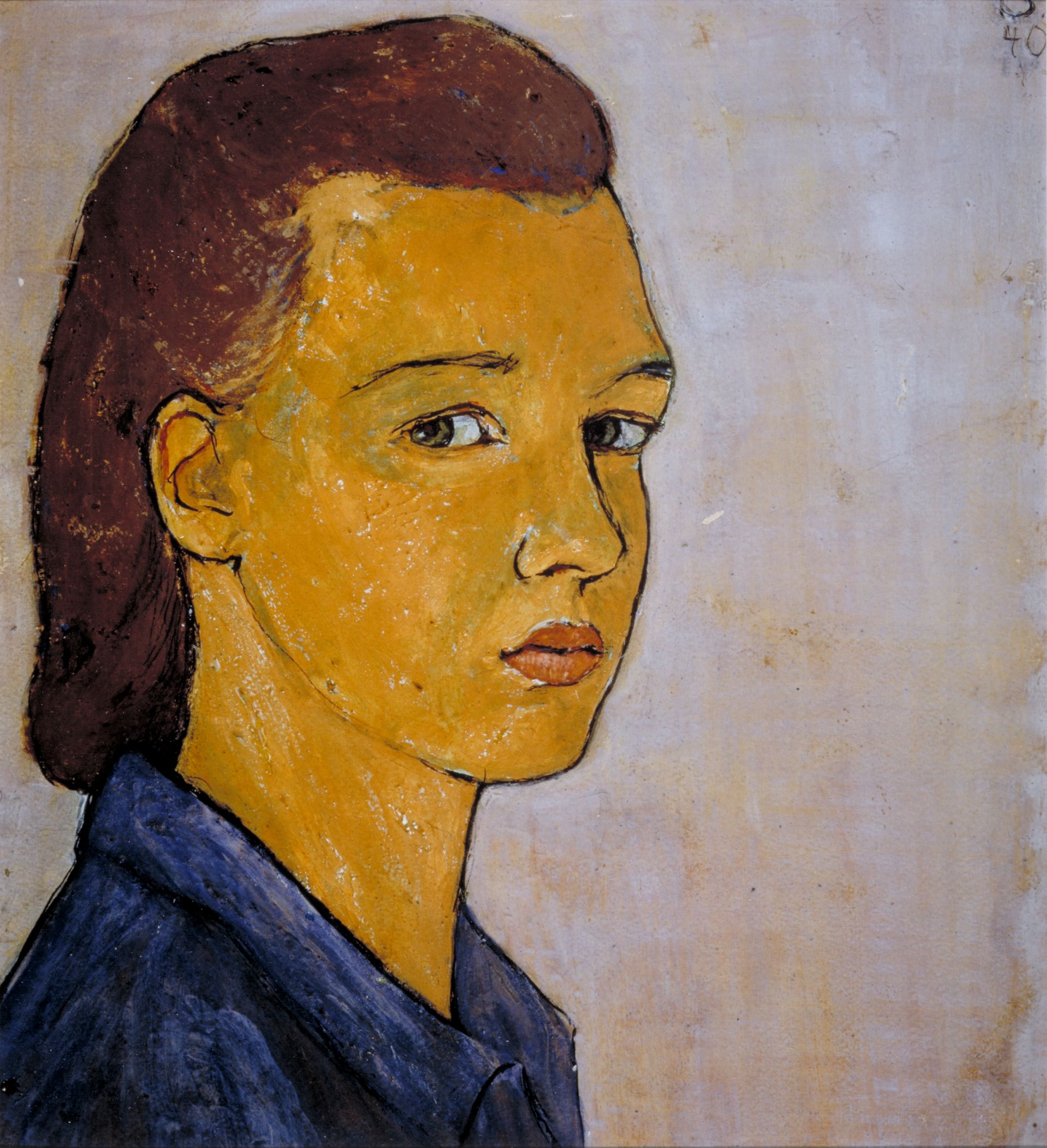
Charlotte Salomon, autoportrait, 1940.

- Werner von Siemens (1816-1892), inventeur et industriel mort à Charlottenbourg
- Franz Reuleaux (1829-1905), ingénieur allemand mort à Charlottenburg, qui a donné son nom au triangle de Reuleaux et au tétraèdre de Reuleaux
- Leo von Caprivi (1831-1899), général d'infanterie et homme d'État prussien
- Ferdinand Georg Frobenius (1849-1917), mathématicien né à Charlottenbourg
- Carl Friedrich von Siemens (1872-1941), industriel né à Charlottenburg
- Anna von Gierke (1874-1953), pédagogue sociale et femme politique, y a conçu des centres d'accueil pour les jeunes et créé plusieurs associations
- Kurt von Tippelskirch (1891-1957), militaire allemand né à Charlottenbourg
- Lotte Cohn (1893-1983), architecte israélienne-allemande, née à Charlottenbourg
- Erna Lugebiel (1898-1984), résistante cotre le nazisme, y a vécu après sa libération
- Yva (1900-1942), photographe de mode établie à Charlottenbourg
- Hans Bernd von Haeften (1905-1944), résistant au Troisième Reich
- Karin van Leyden (1906-1977), artiste peintre née à Charlottenbourg
- Meret Oppenheim (1913-1985), artiste peintre, photographe et plasticienne suisse née à Charlottenbourg
- Charlotte Salomon (1917-1943), artiste plasticienne et peintre, victime de la Shoah
- Margot Hielscher (1919-2017), actrice et chanteuse y étant également née
- Alfred Dürr (1918-2011), musicologue ayant beaucoup travaillé sur Johann Sebastian Bach
- Hilde Ephraim (1905-1940), femme politique, résistante contre le nazisme